# Episparina charassota
Episparina charassota är en fjärilsart som beskrevs av George Francis Hampson 1926. Episparina charassota ingår i släktet Episparina och familjen nattflyn. Inga underarter finns listade i Catalogue of Life.